# زيد بن أرقم
زيد بن أرقم بن زيد بن قيس بن النعمان بن مالك بن الأغر بن ثعلبة بن كعب بن الخزرج بن الحارث بن الخزرج، الأنصاري، الخزرجى، أبو عمرو، ويقال : أبو عامر، ويقال : أبو عمارة، ويقال : أبو أنيسة  ، و يقال : أبو حمزة، ويقال : أبو سعد، ويقال : أبو سعيد المدني 
كان زيد بن أرقم يتيما في حجر عبد الله بن رواحة، نزل الكوفة وابتنى دارا بالكوفة في كندة. غزا مع النبى محمد سبع عشرة غزوة,
تقدم للقتال يوم أحد فرده النبي لصغر سنه مع عبد الله بن عمر بن الخطاب والبراء بن عازب، وأبا سعيد الخدري، وجابر بن عبد الله وزيد بن جارية وسعد بن حبته.

## غزواته
قال أبو اسحاق : سألت زيد بن أرقم: كم غزا رسول الله صلى الله عليه وسلم؟ قال: تسع عشرة غزوة، قلت: فما أول ما غزا؟ قال: ذو العشير أو ذا العشر، قلت كم غزوت معه؟ قال: سبع عشرة غزوة.
ويقال أول مشاهده مع الرسول المريسيع  وقيل أول مشاهده الخندق.
أنزل الله تصديقه في سورة المنافقون وكان ذلك في غزوة بني المصطلق، وقيل في غزوة تبوك، وشهد زيد بن أرقم مع علي معركة صفين، وهو معدود في خاصة أصحابه.

## تصديق الله لزيد
زيد بن أرقم هو الذي رفع إلى الرسول محمد عن عبد الله ابن أبيّ بن سلول قوله: «لئن رجعنا إلى المدينة ليخرجن الأعز منها الأذل» فأكذبه عبد الله بن أبيّ وحلف أن زيد بن أرقم كاذب، فأنزل الله تصديق زيد بن أرقم، فتبادر أبو بكر وعمر إلى زيد ليبشراه فسبق أبو بكر عمر فأقسم عمر ألا يبادره بعدها إلى شيء، وجاء النبي فأخذ بأذن زيد وقال: وفت أذنك يا غلام.

## مقتل الحسين
كان زيد بن أرقم حاضراً في مجلس والي الكوفة عبيد الله بن زياد - وكان شيخاً كبيراً في السن - حينما جيء إليه برأس الحسين بن علي ابن بنت النبيّ محمد صلى الله عليه وسلم وكان حاضراً كذلك نساء أهل البيت وأطفالهم على إثر نهاية معركة كربلاء، فقام ابن زياد بقرع فم الحسين بآلة صغيرة تُدعى القضيب كان في يده، فقال له زيد: ارفع هذا القضيب فو الذي لا إله غيره لقد رأيت شفتي رسول الله صلّ الله عليه وسلم على هاتين الشفتين، ثم بكى، فقال له ابن زياد: أبكى الله عينيك، فو الله لولا أنك شيخ قد خرفت، وذهب عقلك لضربت عنقك، فنهض زيد وخرج، فلما غادر المكان قال الناس: والله لقد قال زيد بن أرقم كلاماً لو سمعه ابن زياد لقتله، حيث قيل أنه قال ملك عبد عبداً، فاتخذهم تلداً، أنتم يا معشر العرب العبيد بعد اليوم، قتلتم ابن فاطمة، وأمَّرتُم ابن مُرجانة، فهو يقتل خياركم ويستعبد شراركم، فرضيتم بالذل، فبعداً لمن رضي بالذل.

## روايته للحديث
رُوى له عن الرسول محمد سبعون حديثًا، اتفقا البخاري ومسلم على أربعة منها، وللبخارى حديثان، ولمسلم ستة. روى عنه أنس بن مالك، وابن عباس، وعامر الشعبي وكثير من التابعين.[بحاجة لمصدر]

## وفاته
توفى بالكوفة سنة ست وستين. وقال محمد بن سعد وآخرون: سنة ثمان وستين.